# Euproctis minomonis
Euproctis minomonis är en fjärilsart som beskrevs av Matsumura 1933. Euproctis minomonis ingår i släktet Euproctis och familjen tofsspinnare. Inga underarter finns listade i Catalogue of Life.